# Tamburino (militare)

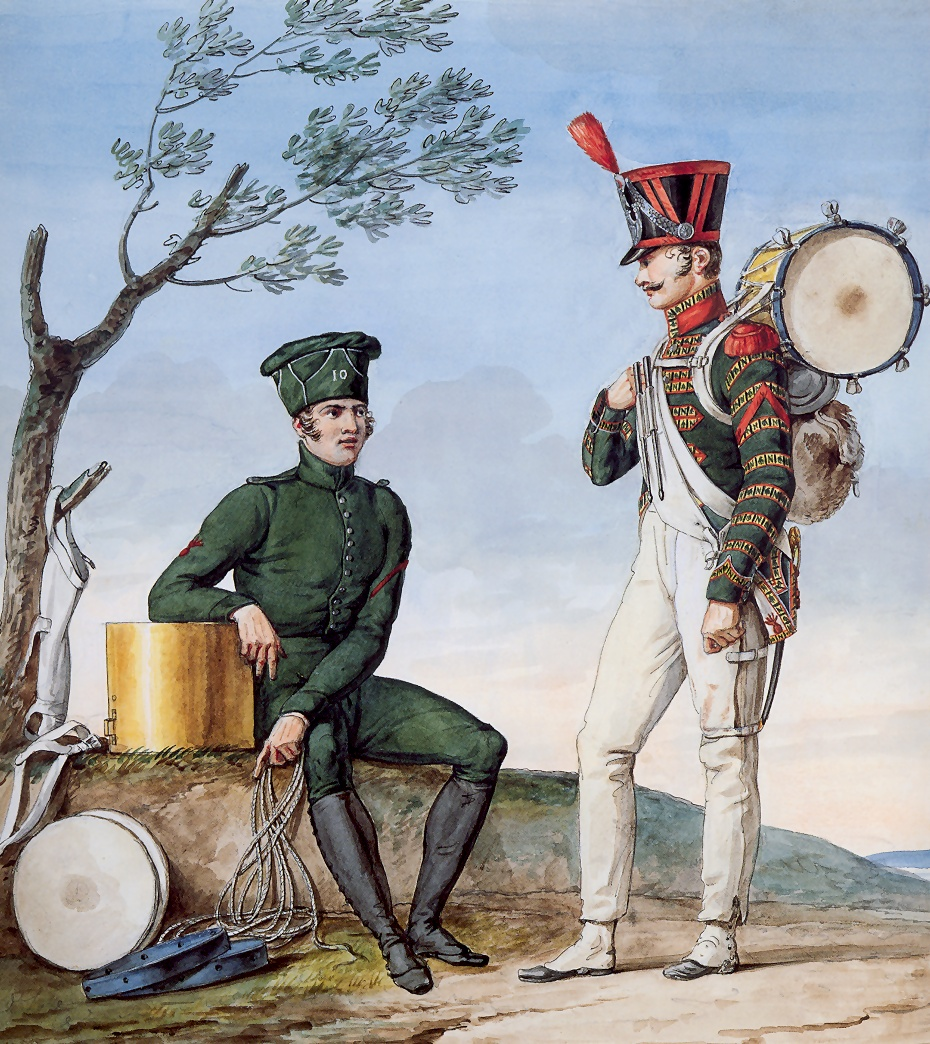
Carle Vernet, La Grande Armée, 1812

Con il termine tamburino si identifica il ruolo di un militare di fanteria che, con il rullo del tamburo, impartisce la cadenza di marcia alle truppe. Nel passato il diverso ritmo del suonatore serviva a trasmettere ordini all'esercito nelle battaglie.

## Storia

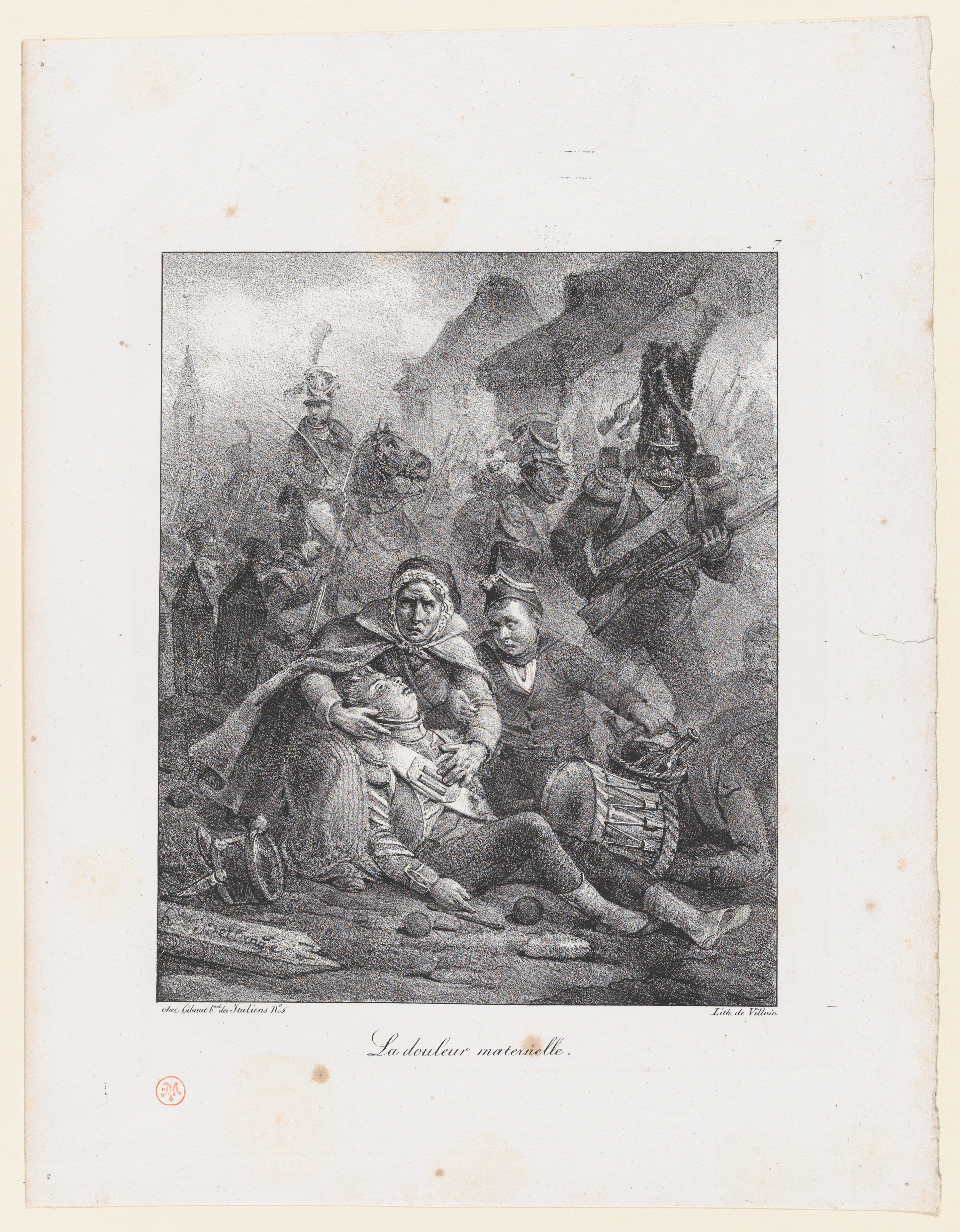
Hippolyte Bellangé, litografia, una madre piange il figlio tamburino ucciso

Il ruolo di tamburino, non prevedendo impiego diretto in battaglia ma solo di supporto, era appannaggio dei più giovani, spesso ragazzi. Tuttavia il compito dei tamburini non era esente da pericoli e al termine di ogni battaglia i morti e i feriti si contavano numerosi anche tra di loro. In realtà la posizione avanzata dei suonatori di tamburi, posizionati di fianco alle prime linee degli schieramenti, li esponeva a grande pericolo visto che l'ingombro del tamburo faceva di loro facile bersaglio. I ragazzi, attirati dal fascino dell'avventura, venivano facilmente reclutati negli eserciti, scelti tra i dodici e i sedici anni di età tra i più poveri e gli orfani.
Quando i tamburini non erano impiegati per diffondere gli ordini, portavano le barelle, assistevano i feriti e svolgevano altri compiti di supporto.

## Utilizzo bellico

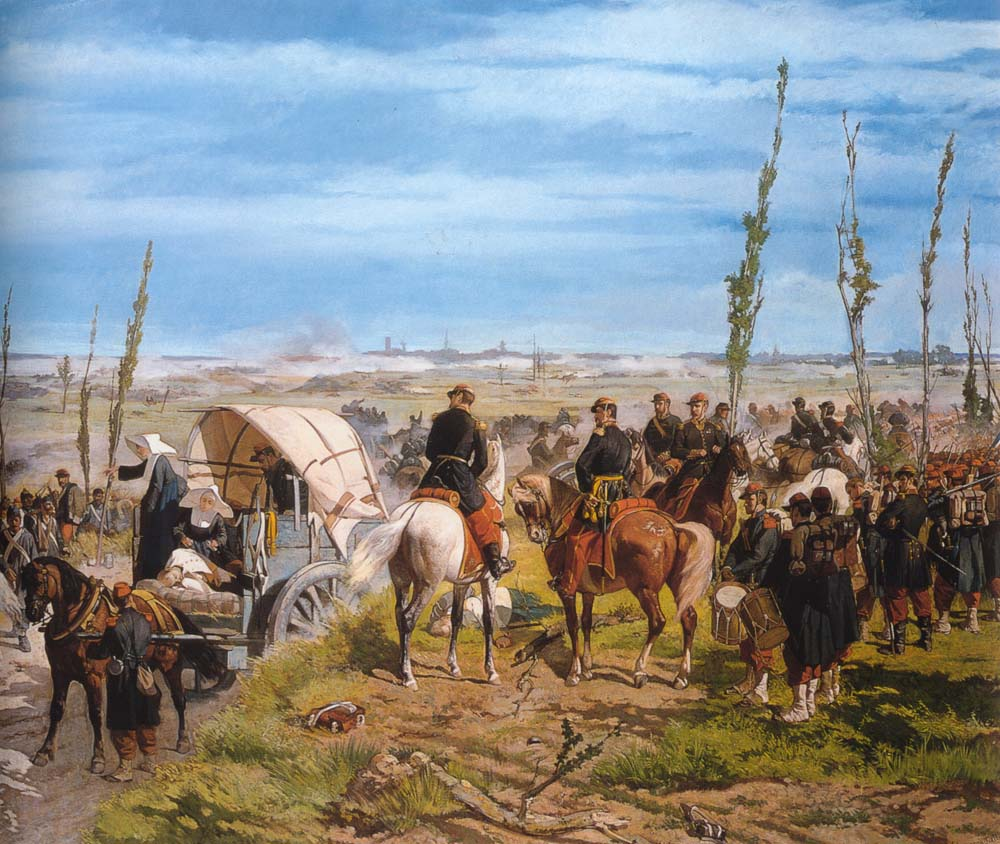
Giovanni Fattori, Il campo italiano dopo la Battaglia di Magenta, olio su tela 1861

Sun Tzu  nel suo trattato L'arte della guerra scritto tra il VI e il V secolo a.C., suggerisce l'uso di tamburi per impartire ordini agli eserciti durante le battaglie, ovviando così al fatto che i comandi, seppure urlati, non possano essere facilmente uditi durante gli scontri; ugualmente efficaci erano di notte, quando i segnali visivi quali bandiere e stendardi si rivelavano inutili. Lo stratega cinese sottolineava anche l'effetto psicologico che il rullo cadenzato dei tamburi aveva sui soldati, incentivando all'attacco i più valorosi e dando coraggio ai pavidi.
Il tamburo quale strumento nei campi di battaglia viene citato da Quinto Curzio Rufo nel suo Storie di Alessandro Magno che racconta come gli Indi non suonassero le trombe, come consuetudine tra i Greci e i Romani in guerra, ma che battessero invece delle pelli stirate sopra dei cerchi in legno. I tamburi furono introdotti negli eserciti occidentali dagli Arabi durante la loro dominazione in Spagna.
Fino al Settecento in Francia i tamburi furono ampiamente usati nell'esercito, tanto che se ne regolamentò l'uso fissando in 60 battiti per minuto la cadenza di marcia e 120 battiti quella della carica. Durante la Rivoluzione francese i tamburi furono quasi abbandonati come strumento di direzione delle truppe, fino a quando l'esercito napoleonico non ne riscoprì l'utilità revisionando le regole di utilizzo. Il lungo periodo di leva militare permise l'inquadramento di tamburini appositamente formati, specie nei ranghi dei Granatieri e degli Zuavi.
Negli eserciti occidentali dell'Ottocento era consuetudine che in ogni compagnia vi fossero almeno due tamburini, e che tutti i tamburini del reggimento fossero coordinati da un sottufficiale con la qualifica di "Tamburo Maggiore" e grado di sergente; era questi il primo ad aprire lo schieramento in parata con il compito di mazziere, figura questa attestata già nel XV secolo.
Durante la Rivoluzione americana i tamburi si ritagliarono un posto importante nei campi di battaglia tanto che nel 1778, su ordine dell'allora generale George Washington fu stilato un dettagliato regolamento nel quale si definivano i compiti e le responsabilità dei tamburini, tra cui conoscere alla perfezione i nove colpi e i dodici segnali utilizzati non solo in battaglia ma anche per regolare le attività degli accampamenti.
La diffusione della tromba quale strumento per impartire gli ordini in battaglia, introdotta nell'uso bellico già a partire dal XV secolo, la sua facilità di utilizzo specie dai reparti a cavallo, e il limitato ingombro, fecero man mano cadere in disuso i tamburi in battaglia e di conseguenza la necessità di soldati specializzati quali i tamburini. Questi ultimi trovarono progressivamente posto solo nelle bande militari a scopo cerimoniale.